# Бій біля мису Сарич (1914)
Бій біля мису Сарич — бойове зіткнення Російської Чорноморської ескадри з німецькими крейсерами «Гебен» і «Бреслау», яке відбулося 5 листопада 1914 року. 16 серпня 1914 «Гебен» і «Бреслау» формально були передані Османській імперії і отримали відповідні назви «Yavuz Sultan Selim» і «Midilli», проте вони зберегли німецькі екіпажі і командувача, тому в тексті позначені під оригінальними іменами і приналежністю до кайзерівського флоту Німеччини. Бій звівся до перестрілки між лінкором «Євстафій» і «Гебен». Обидва кораблі отримали пошкодження, проте, користуючись перевагою у швидкості ходу, німецькі крейсери змогли відірватися від російської ескадри і втекти.

## Передісторія
Віддаленість Босфору і обмеженість сил Чорноморського флоту, потребували періодичної заміни що беруть участь в операціях кораблів для ремонту і відпочинку екіпажів, не дозволяли вести постійну блокаду проток. Перевага «Гебена» у швидкості і озброєнні, в порівнянні з застарілими російськими броненосцями, змушувало Чорноморський флот виходити тільки групами, щоб не допустити знищення кораблів поодинці. У штабі Чорноморського флоту орієнтувалися на швидкість «Гебена» 29 вузлів; фактично ж через неполадки в котлах та неякісний ремонт в Османській імперії корабель розвивав швидкість не більше 24 вузлів, однак і це було більше, ніж у російських броненосців. Для протидії «Гебену» командування Чорноморського флоту розробило метод спільної стрільби групи броненосців по одній цілі. Перевірити дієвість методу представилася під час бою біля Сарича.
2 листопада Чорноморський флот майже в повному складі вийшов в похід для дій на морських комунікаціях біля берегів Анатолії. Російські лінкори обстріляли Трапезунд, а мінні загороджувачі «Костянтин» та «Ксенія» поставили міни біля османського узбережжя. Отримавши відомості про це, Сушон вирішив перехопити противника на зворотному шляху в Севастополі і за сприятливого розкладу атакувати його по частинах. 4 листопада «Гебен» (прапор контр-адмірала В. Сушона, німецький командир — капітан-цур-зее Р. Аккерман) і «Бреслау» (фрегаттен-капітан Кеттнер) вийшли з Босфора і попрямували до берегів Криму.
У той же день А. А. Ебергард, повертався з флотом в Севастополь, отримав по радіо повідомлення від Морського генерального штабу про те, що «Гебен» знаходиться в морі. Недолік вугілля не дозволив командуючому Чорноморським флотом здійснити пошуки супротивника, і Ебергард, наказавши посилити пильність, продовжив рухатися колишнім курсом, який, як незабаром з'ясувалося, вів до зустрічі з німецькими крейсерами.

## Хід подій

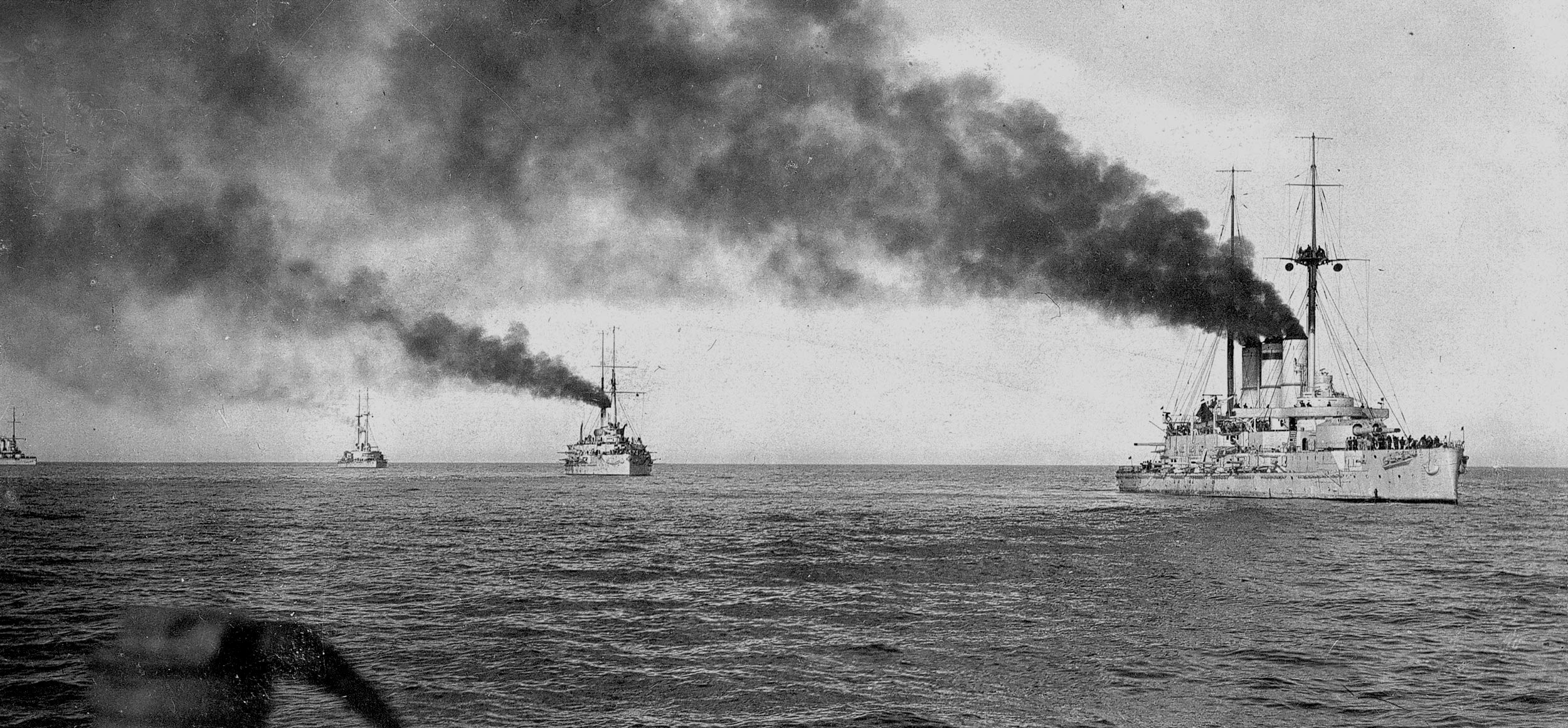
Група броненосців російського Чорноморського флоту. Перший — «Євстафій»

Зустріч відбулася 5 (18) листопада на південному заході Ялти біля мису Сарич (широта 42°, довгота близько 34°). У цій точці в 11:40 крейсер Алмаз, що йшов в 3,5 милях попереду кільватерної колони з п'яти броненосців («Євстафій», «Іоанн Златоуст», «Пантелеймон», «Три Святителя» і «Ростислав») виявив великий дим і передав про це прожектором на флагман. Одночасно противник видав себе радіопереговорами, які в тумані вели «Гебен» з «Бреслау».
Російські кораблі почали скорочувати інтервали, міноносці підтяглися до ескадри. Ебергард розпорядився збільшити хід до 14 вузлів. Через півгодини «Алмаз» доніс: «Бачу ворога по носі». За наказом командувача він почав відхід до флоту, а незабаром відвернули й інші йшовші далеко на флангах між флотом і «Алмазом» крейсера «Пам'ять Меркурія» і «Очаків». Відхід був своєчасним — у швидкості російські крейсера значно поступалися «Гебену», і він міг би встигнути атакувати один з них.
Через сильний туман що тримався навкруги подальший бій звівся до основного поєдинку «Гебена» з «Євстафієм» який бачив його краще за всіх (капітан 1-го рангу В. І. Галанін). Керуючий вогнем бригади старший артилерист В. М. Смірнов перебував на «Іоанні Златоусті» (капітан 1-го рангу Ф. А. Винтер), однак стелючийся туман і дим з труб «Євстафія» не дозволив точно визначити відстань до противника. З цієї причини передана по радіо відстань «приціл 60» була насправді майже в півтора раза більша реальної. Снаряди всіх броненосців бригади, крім флагмана, летіли з великими перельотами.
Перестрілка тривала 14 хвилин. За цей час російські кораблі випустили з дистанції 34-40 кабельтових (6,3 — 7,4 км) 30 снарядів головного калібру («Євстафій» — 12, «Іоанн Златоуст» — 6, «Три Святителі» — 12). «Пантелеймон» (капітан 1-го рангу М. І. Каськов) через дим і туман противника не бачив і вогню не відкривав. Не стріляв по «Гебен» і відстав від ескадри «Ростислав» (капітан 1-го рангу К. А. Порембський), броненосець зробив кілька пострілів по «Бреслау» — два 254-мм і шість 152-мм снарядів. «Бреслау» відразу заспішив перейти на «підбійних» борт «Гебена» і уникнув влучень.
Незабаром після першого залпу «Євстафія» начальник Мінної бригади флоту капітан 1-го рангу М. П. Саблін, який перебував на «гнівні», повів ескадронні міноносці в атаку, але через 10 хвилин скасував її за наказом командувача флотом.
Перший залп із двох знарядь флагманського броненосця «Євстафій» накрив «Гебен». Снаряд потрапив в каземат 150-ти міліметрових гармат № 3 та, пробивши броню, викликав пожежу набоїв. Загинуло 12 осіб обслуговчого персоналу, деякі отримали важкі отруєння газами і 4 з них пізніше померли. Через 14 хвилин, переважаючи у швидкості, німецький крейсер покинув бій. «Євстафій» отримав 4 попадання.

## Результати

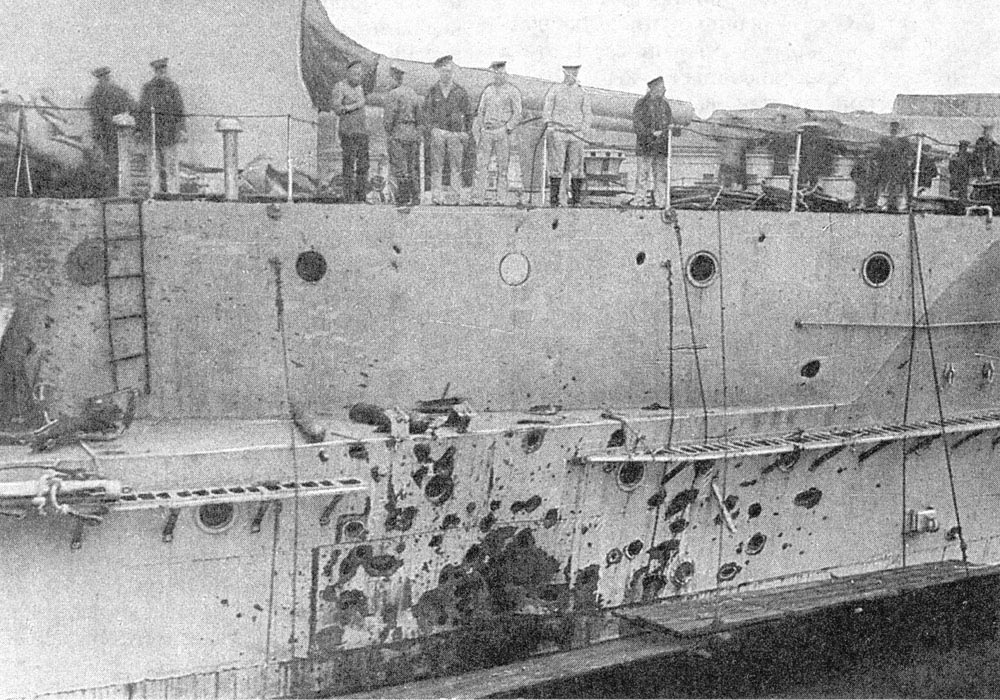
Пошкодження броньового пояса «Євстафія»

За повідомленням російського Морського генерального штабу «Євстафія» 33 людини було вбито і 25 поранено. Були вбиті лейтенант Євгеній Мязговський, мічмани Микола Ейлер, Микола Семенів, Сергій Григоренко і 29 нижніх чинів. Був поранений мічман Микола Гнилосирів і 24 нижніх чини, з них 19 — важко. «Євстафій» отримав пошкодження, які вимагали ремонту протягом 2 тижнів. Інші кораблі російської ескадри втрат і пошкоджень не мали.